# Fjodor 3. af Rusland
Fjodor 3. af Rusland (russisk: Фëдор III Алексеевич Романов, tr. Fjodor III Aleksejevitj Romanov) (født 9. juni 1661, død 7. maj 1682) var zar af Rusland fra 1676 til 1682.
Fjodor tilhørte Huset Romanov og var søn af Aleksej Mikhajlovitj af Rusland og Maria Ilinitjna Miloslavskaja (1626–1669). Han blev zar den 29. januar 1676 efter sin fars død. 
Fjodor var meget syg og regerede en stor del af sin tid fra sengen. Som regent var han under stor indflydelse af sin dygtige søster Sofia Aleksejevna (1657–1704), mens deres halvbror, den senere Peter den Store, og dennes mor Natalja Narysjkina (1651–1694) blev forvist til et landsted uden for Moskva.
Han døde den 7. maj 1682 og efterfulgtes af to andre af Aleksej Mikhajlovitjs sønner, der besteg tronen i fællesskab: Ivan 5. og Peter den Store. 